# Ilyocypris dentifera
Ilyocypris dentifera är en kräftdjursart som beskrevs av Georg Ossian Sars 1903. Ilyocypris dentifera ingår i släktet Ilyocypris och familjen Ilyocyprididae. Inga underarter finns listade i Catalogue of Life.